# Голятин
Голя́тин (укр. Голятин) — село в Межгорской поселковой общине Хустского района Закарпатской области Украины.
Население по переписи 2001 года составляло 1300 человек. Почтовый индекс — 90023. Телефонный код — 3146. Код КОАТУУ — 2122481201.